# Коимбатур (округ)
Коимбатур (англ. Coimbatore) — округ в индийском штате Тамилнад. Административный центр — город Коимбатур. Площадь округа — 4723 км². Регион граничит с округом Тируппур на востоке, округом Нилгири на севере, округом Ироду на северо-востоке, округами Палгхад и Идукки, а также небольшими частями округов Триссур и Эрнакулам соседнего штата Керала на западе и юге соответственно. По состоянию на 2011 год в округе Коимбатур проживало 3 458 045 человек при уровне грамотности 84 %.